# June Carroll
June Carroll, nacida como June Sillman en 1917 en Detroit, Míchigan, y fallecida el 16 de mayo de 2004, fue una cantante y actriz estadounidense conocida por sus apariciones en las comedias musicales de Broadway. Es la madre del compositor de música minimalista Steve Reich, y del autor de género fantástico, Jonathan Carroll.

## Biografía
June Carroll era la hermana del productor de comedias musicales Leonard Sillman. En 1935 se casó con Leonard Reich, con quien tuvo un hijo, Steve Reich en 1937. La pareja se separó el año siguiente, suceso tras el cual June Carrol se marchó a vivir a la costa oeste, en Los Ángeles. Más tarde se volvió a casar con Sidney Carrol, con quien tuvo otros tres hijos, entre los que están Jonathan Carroll, nacido en 1940.
Tras la guerra, comienza a desarrollar su faceta de compositora, actriz y cantante de comedia musical, con ejemplos como New Faces of 1952, Guess Who I Saw Today, y los de Murray Grand. Escribió dos canciones que tuvieron éxito: Penny Candy y Love is a Simple Thing.
- Datos: Q3190000